# 盤竜区
盤竜区（ばんりょうく）は中華人民共和国雲南省昆明市に位置する市轄区。

## 歴史
765年（永泰元年）、南詔王閣羅鳳が長男である鳳伽異を派遣しこの地に拓東城を建設したことに始まる。それ以来歴代王朝による統治の中で雲南地区の中心としてこの地が発達してきた。
1919年、昆明市政公所が設置された際に城区の一部とされ、1928年に昆明市政府に改称されると市内に六区が設置された。その後区制の調整が行われ、1956年に一区及び三区を合併させ盤竜の名称は盤竜江が区内を南北に縦貫していることから、盤竜区と命名された。
文革初期の1966年、東風区と一時改称されたが、1968年に再び盤竜区に名称変更が行われ現在に至る。

## 行政区画
12街道を管轄する。
- 拓東街道、鼓楼街道、東華街道、聯盟街道、金辰街道、青雲街道、竜泉街道、茨壩街道、双竜街道、松華街道、滇源街道、阿子営街道

## 交通

### 鉄道
- 昆明軌道交通

- ■2号線

北部汽車站駅 - 竜頭街駅 - 司家営駅 - 羊腸村駅 - 霖雨橋駅 - 北辰駅 - 金星駅 - 白雲路駅 - 火車北站駅 - 穿心鼓楼駅 - 交三橋駅 - 東風広場駅 -
- ■3号線

- 東風広場駅 - 拓東体育館駅 -（区外通過）- 太平村駅 - 虹橋駅 - 東部汽車站駅
- - ■4号線
  - ■5号線

### 道路
- 高速道路
  - 杭瑞高速道路・滬昆高速道路・渝昆高速道路（重複区間）
  - S0501 昆明西北環状高速道路